# هورتونز پلیس (آریزونا)
هورتونز پلیس (به انگلیسی: Hortons Place) یک منطقهٔ مسکونی در ایالات متحده آمریکا است که در آریزونا واقع شده‌است. هورتونز پلیس ۷۷۶ متر بالاتر از سطح دریا واقع شده‌است.